# Altdorf (Titting)
Altdorf ist ein Ortsteil des Marktes Titting im Landkreis Eichstätt in Bayern.

## Geografische Lage
Das Pfarrdorf liegt im Anlautertal an einer Nord-Ost-Biegung der Anlauter. Nach Südwesten zweigt hier ein Trockental ab, in dem eine Straße nach Wachenzell verläuft. Nahezu parallel dazu kommt von der Jurahöhe herunter eine Straße von Hirnstetten.

## Geschichte
Bei Altdorf wurden einzeln stehende Grabhügel und ein Grabhügelfeld unbekannter Zeitstellung gefunden. Untertägig ist eine rechteckige Wallanlage ebenfalls unbekannter Zeitstellung vorhanden. Bei Altdorf ist eine Teilstrecke des rätischen Limes mit dem Wachposten Nr. 14/66 nachgewiesen; es wurden Kleinfunde der römischen Kaiserzeit gemacht.
Im Mittelalter gehörte das Dorf von bis zu 15 Höfen zur oberhalb des Dorfes gelegenen Burg Brunneck und der Herren als bischöfliche Vögte/Pfleger mit Kirche (eine erste Weihe ist von 1308 überliefert), Pfarrhof, Furtmühle und der anseits des Dorfes auf der Jurahöhe gelegene Maierfelder Hof. Von der Pfarrkirche St. Nikolaus, heute vom Pfarrer von Emsing seelsorgerlich betreut, ist der Unterbau des Turmes noch mittelalterlich. 1308 wurde die Kirche geweiht. Der Ortsadelige Rüdlin von Erlingshofen trat 1312 die Vogtei an den Bischof von Eichstätt Philipp von Rathsamhausen ab. 1486 wurde das Dorf als Eigengut des Klosters Rebdorf an das Hochstift vertauscht. Eine neue Kirche stifteten die Schenk von Geyern zu Stossenberg (siehe auch Liste fränkischer Rittergeschlechter#S); dieser Bau wurde 1552 von den Hessen ausgeplündert.
Von 1879 bis 1971 war Altdorf eine eigenständige Gemeinde; im Zuge der Gebietsreform schloss sich die Kommune am 1. Januar 1972 der Gemeinde Titting an. 1996 wurde Titting zusammen mit Altdorf und Emsing das Prädikat „Staatlich anerkannter Erholungsort“ verliehen.

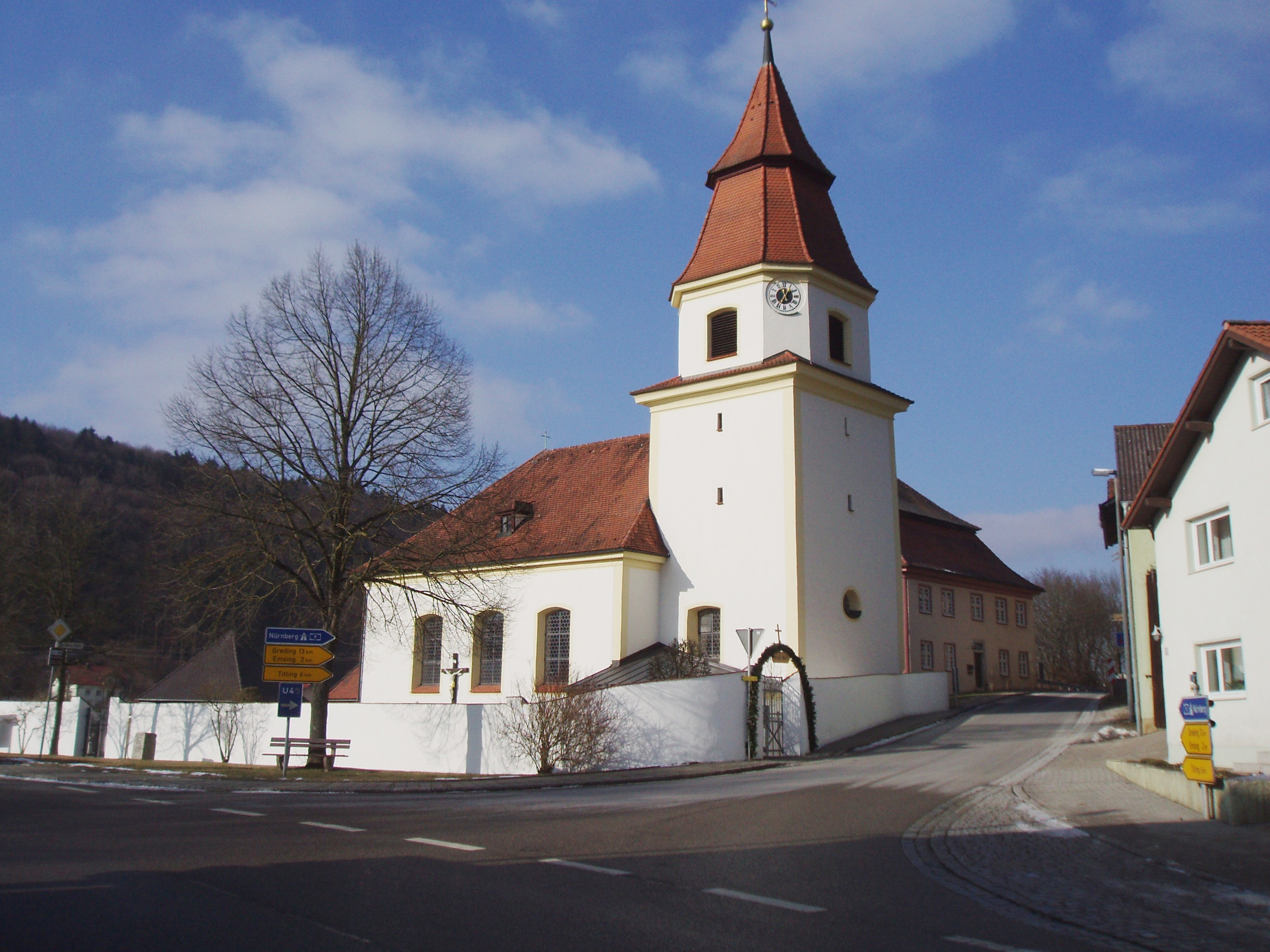
Kirche St. Nikolaus in Altdorf

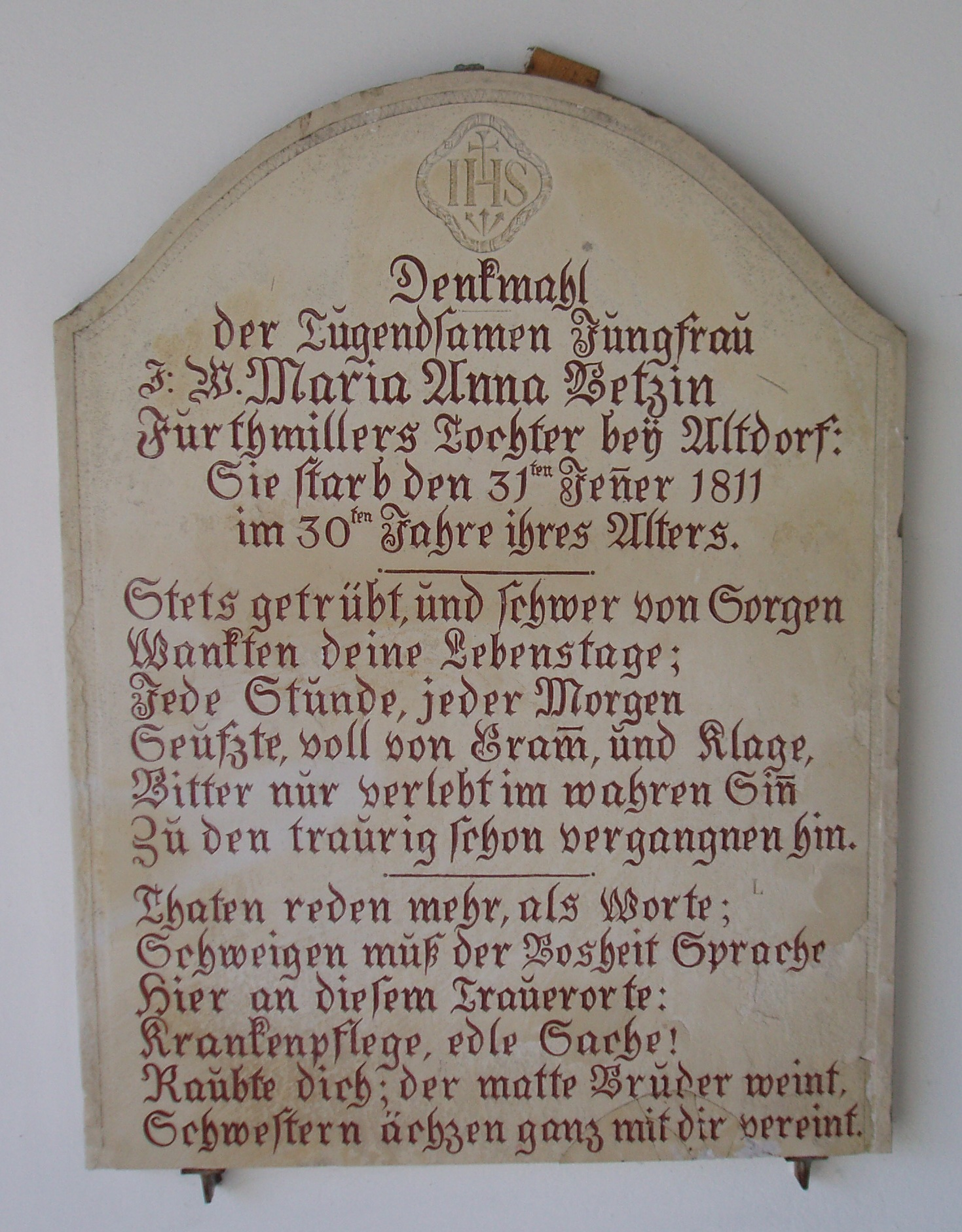
Kirche in Altdorf, Grabstein der Anna Maria Betz

## Kultur und Sehenswürdigkeiten

### Bauwerke
- Maierfelder Hof: Der Maierfelder Hof hat eine Kapelle St. Josef aus der Frühzeit des 18. Jahrhunderts.
- Benz(en)mühle: In der Nähe des Ortes gab es eine Benz(en)mühle, dessen Betreiber, zinsbar dem Domkapitel zu Eichstätt, seit 1664 eine Familie „Benz“ („Penz“, „Pentz“) war. Später liest man in den Kirchenbüchern für diese Müllerfamilie den Familiennamen „Betz“, während das „Benz“ im Mühlennamen erhalten blieb. Heute hat die ehemalige Mühle von Altdorf die Haus-Nr. 15. Eine Wegkapelle am Ortsausgang an der Straße nach Wachenzell stammt aus dem 18. Jahrhundert.
- Pfarrkirche St. Nikolaus: 1732/33 wurde die heutige Kirche mitsamt einem neuen Pfarrhof direkt neben der Kirche (mit Walmdach) von dem fürstbischöflichen Baumeister Giovanni Domenico Barbieri und dem Palier Johann Rigalia nach Plänen von Gabriel de Gabrieli erbaut. Das ursprüngliche Pfarrhaus ist heute Wirtshaus. Am 29. September 1742 erfolgte unter Fürstbischof Johann Anton von Freyberg (reg. 1736–1757) die Kirchen-Konsekration; sein Wappen befindet sich am Hochaltar. Über dem mittelalterlichen Turmunterbau erhebt sich ein kurzes Oktogon, bekrönt von einem mit Ziegeln gedeckten Mansardenhelm. 1873 und 1924 erhielt der Turm ein neues Geläute. Die Bandwerk-Stuckaturen und die Stuckkanzel fertigte Franz Xaver Horneis. Das Altarbild des Hochaltars mit vier Säulen zeigt den Kirchenpatron, einen Seesturm stillend, gemalt wohl vom Eichstätter Maler Joseph Dietrich. Neben der barocken Ausstattung sind auch noch spätgotische Plastiken der hll. Barbara und Katharina (1470/80) vorhanden. Das 1880 an der Kirche erbaute Schulhaus wurde im 20. Jahrhundert bei der Friedhofserweiterung abgerissen.
- Burg Brunneck, heute Ruine, wurde Ende des 14. Jahrhunderts von den Herren von Heideck erbaut.

### Naturdenkmäler

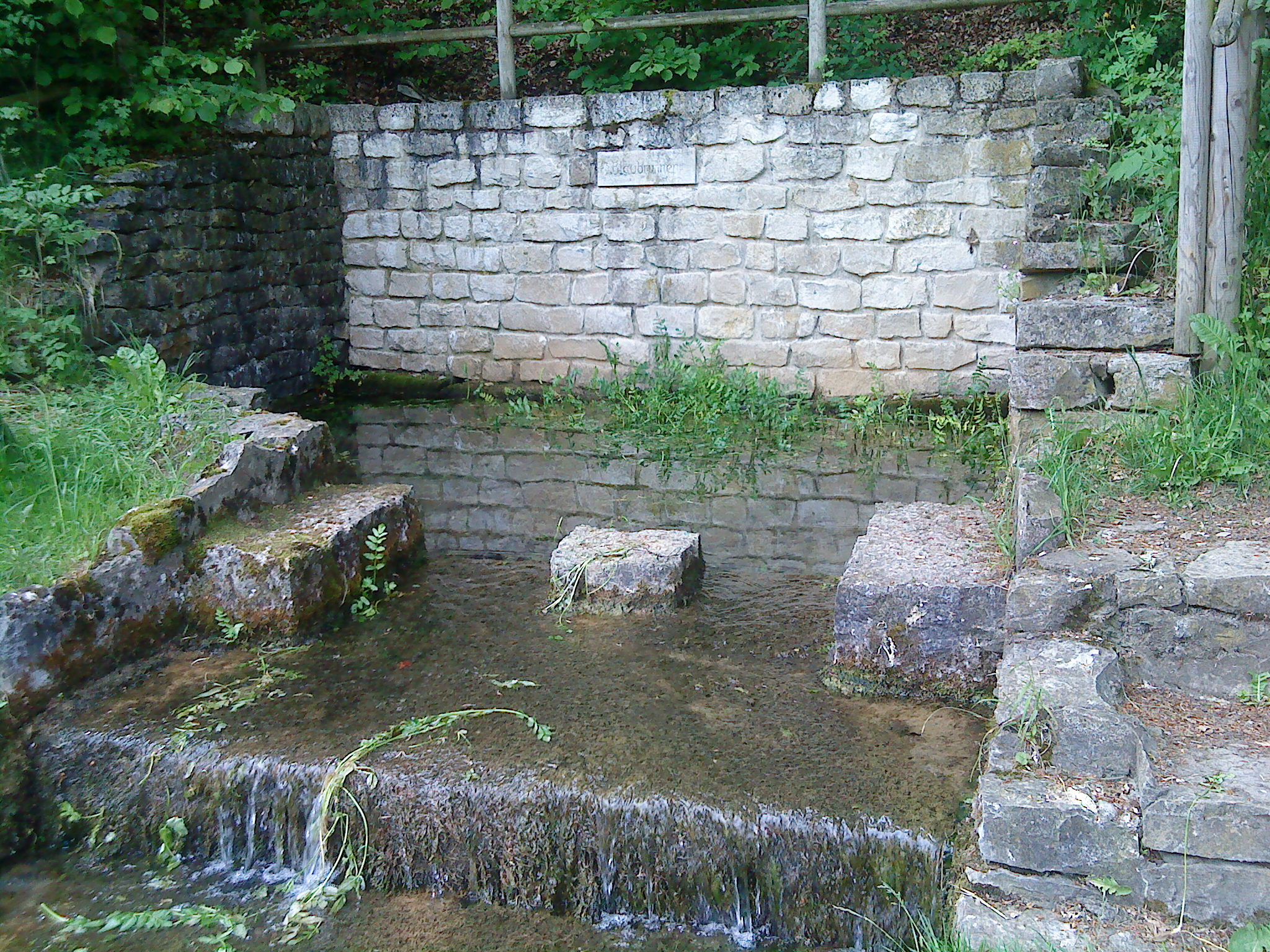
Das Naturdenkmal Blaubrunnen

- Beim Aufstieg zur Burg liegt der Blaubrunnen, eine ergiebigen Karstquelle; dort steht auch ein großes Kruzifix aus dem 18./19. Jahrhundert. Die Quelle in einer 4 m langen, 3 m breiten  und 1 m hohen gemauerten Fassung gilt als bayerisches Geotop und hat als solches die Nummer 176Q008; sie fließt durch Anlauter ab. Die durchschnittliche Schüttung der Karstquelle liegt deutlich über 100 Liter pro Sekunde. Da es sich aber um eine Quelle aus dem Seichten Karst handelt, schwankt die Schüttung sehr stark.
- Bei der zwischen Altdorf und Erlingshofen gelegenen Furtmühle liegt in südwestlicher Richtung im Wald knapp unterhalb der Hangkante am Fuß einer Felswand der Eingang zum sogenannten Furtloch. Nach einem vier Meter langen Kriechgang gelangt man in einen Felsendom von etwa drei Meter Durchmesser und sechs Meter Höhe. Die Höhlenwände sind von Kalksinter überzogen, es gibt Tropfsteinansätze. Mit der Höhle ist eine Sage von den „Furtfräulein“ verbunden. In der Höhle wurden Funde gemacht, die auf die Steinzeit hindeuten.

## Wirtschaft und Infrastruktur

### Verkehr
Von der Bundesautobahn 9 erreicht man Altdorf über die Ausfahrt Altmühltal und fährt durch die drei Orte Enkering, Schafhausen und Erlingshofen.

## Persönlichkeiten
- Rudolf Endres (1936–2016), Historiker und Hochschullehrer